# Helga Amesberger
Helga Amesberger (* 1960 in Waizenkirchen, Oberösterreich) ist eine österreichische Ethnologin, Soziologin und Politikwissenschaftlerin. Seit Anfang der 1990er-Jahre ist sie am Wiener Institut für Konfliktforschung (IKF) tätig.

## Ausbildung und Berufstätigkeit
Helga Amesberger studierte Ethnologie und Soziologie an der Universität Wien und schloss mit dem Magister ab. Zudem machte sie ein Doktoratsstudium am Institut für Politikwissenschaft der Universität Wien und promovierte 2005 mit einer Arbeit über den Dominanzkultur-Ansatz in Gegenüberstellung zu den Critical Whiteness Studies (CWS) in den USA und im deutschsprachigen Raum. Seit 1993 ist sie wissenschaftliche Mitarbeiterin am Institut für Konfliktforschung in Wien, wo sie öfters mit der Sozialwissenschaftlerin Brigitte Halbmayr zusammenarbeitet und teils zusammen mit ihr publiziert. Darüber hinaus war Amesberger an der Universität Wien als Lektorin am Institut für Politikwissenschaft sowie am Institut für Kultur- und Sozialanthropologie tätig. Lehrtätigkeiten führten sie auch an die Alpen-Adria-Universität Klagenfurt (2014), ans Institut für Rechtswissenschaftliche Grundlagen der Karl-Franzens-Universität Graz (seit WS 2019/20) sowie ans Zentrum für Lehrer_Innenbildung der Universität Wien (WS 2019/20). Sie ist Gründungsmitglied der ARGE Wiener Ethnologinnen.
Ihre Forschungsschwerpunkte sind Prostitutionspolitik, Gewalt gegen Frauen, Rassismus, Nationalsozialismus und Holocaust sowie feministische Forschung. Im Bereich historische Sozialforschung widmet sich Helga Amesberger insbesondere den Überlebenden der Konzentrationslager Mauthausen und Ravensbrück. So betreute sie als Projektmanagerin gemeinsam mit Brigitte Halbmayr das „ZeitzeugInnen-Projekt Mauthausen“, bei dem unter wissenschaftlicher Leitung des Historikers Gerhard Botz vom Wiener Ludwig Boltzmann-Institut für Historische Sozialwissenschaft rund 800 Interviews mit Überlebenden des KZ Mauthausen in insgesamt 23 Ländern geführt wurden. Eine Studie zu den überlebenden Frauen des KZ Mauthausen, die auf diesem Interviewprojekt aufbaut, fand 2010 ihren Abschluss. Wie Schülerinnen und Schüler fotografisch ihre Eindrücke von der Gedenkstätte festhalten, zeigt der von Amesberger mitherausgegebene Band „Mauthausen revisited“.
Umfangreich sind die Arbeiten zu den Österreicherinnen im Frauenkonzentrationslager Ravensbrück, die Amesberger seit Mitte der 1990er-Jahre mit Kolleginnen verfasst hat. Die zweibändige Publikation „Vom Leben und Überleben – Wege nach Ravensbrück. Das Frauenkonzentrationslager in der Erinnerung“ (2001) liefert zum einen Dokumentation und Analyse lebensgeschichtlicher Interviews, zum anderen gibt sie Einblick in die Biografien von rund 40 österreichischen Überlebenden. Mit dem Band „Sexualisierte Gewalt. Weibliche Erfahrungen in NS-Konzentrationslagern“ (2004) schuf Helga Amesberger mit ihren Kolleginnen Katrin Auer und Brigitte Halbmayr ein Standardwerk zu einem wenig beleuchteten Thema. Das von ihr gemeinsam mit Brigitte Halbmayr und Kerstin Lercher durchgeführte Forschungsprojekt zur „namentlichen Erfassung von ehemals inhaftierten ÖsterreicherInnen im KZ Ravensbrück“ kam 2009 zum Abschluss. Im Jahr 2013 ging die interaktive Website ravensbrueckerinnen.at online, auf der zahlreiche Informationen zum KZ Ravensbrück und zu den Österreicherinnen im KZ Ravensbrück sowie Materialien wie Videos, Fotos und Lehr- und Lernmittel zu finden sind. In ihren aktuellsten Forschungen setzt sie sich mit der Verfolgung von als „Asoziale“ stigmatisierten Frauen im Nationalsozialismus sowie der Widerstandstätigkeit von Frauen und deren Tradierung auseinander.
Neben verschiedenen wissenschaftlichen Studien (siehe Publikationen) veröffentlichte Amesberger zahlreiche Artikel in Fachzeitschriften und Sammelwerken zur Thematik der nationalsozialistischen Verfolgung von Frauen.
Seit 2010 forscht Helga Amesberger zudem zum Themenbereich Sexarbeit. Mit den niederländischen Kollegen Hendrik Wagenaar und Sietske Altink hat sie eine aufschlussreiche Vergleichsstudie zu Prostitutionspolitik in Österreich und den Niederlanden vorgelegt, welche 2017 unter dem Titel „Designing Prostitution Policy. Intention and Reality in Regulating the Sex Trade“ bei Policy Press erschien. 2014 veröffentlichte Amesberger eine Monografie zu Sexarbeit in Österreich. Amesberger ist auch in nationalen und internationalen Arbeitsgruppen und Netzwerken im Bereich Prostitutionspolitik aktiv.
Ein weiterer Forschungsschwerpunkt von Amesberger ist Gewalt gegen Frauen im sozialen Nahraum. Gemeinsam mit Birgitt Haller forscht sie zu Partnergewalt gegen Frauen allgemein sowie gegen spezifische Gruppen von Frauen (z. B. ältere Frauen, Frauen mit spezifischen Bedürfnissen). Der Umgang der Polizei und Justiz mit häuslicher Gewalt sind hierbei zentrale Themen.

## Ehrenamtliches Engagement
- Österreichischen Lagergemeinschaft Ravensbrück & FreundInnen e.V (ÖLGRF): Mitglied seit 1995, Kassierin seit 2000; österreichische Delegierte zum Internationalen Ravensbrück-Komitee (IRK) von 2004–2011
- Gesellschaft für politische Aufklärung seit 2008
- ARGE Wiener Ethnologinnen: Gründungsmitglied (1994) und Kassierin
- Publikumsforum im Haus der Geschichte Österreichs seit 2016

## Auszeichnungen
Für die Arbeiten zu den österreichischen Frauen im Konzentrationslager Ravensbrück erhielt Helga Amesberger gemeinsam mit Brigitte Halbmayr im Jahr 2011 den Käthe-Leichter-Preis für Frauenforschung, Geschlechterforschung und Gleichstellung in der Arbeitswelt, verliehen von der österreichischen Kammer für Arbeiter und Angestellte als Anerkennungspreis zum Käthe-Leichter-Preis.
Für das bisherige wissenschaftliche Gesamtwerk im Bereich Historische Sozialforschung wurde ihr gemeinsam mit Brigitte Halbmayr der Wissenschaftspreis 2019 der Margaretha Lupac Stiftung des Österreichischen Parlaments verliehen.

## Schriften (Auswahl)
- Helga Amesberger, Brigitte Halbmayr und Simon Clemens: "Meine Mama war Widerstandskämpferin" - Netzwerke des Widerstands und dessen Bedeutung für die nächste Generation. Picus-Verlag, Wien 2019.
- Helga Amesberger, Brigitte Halbmayr und Elke Rajal: „Arbeitsscheu und moralisch verkommen“. Verfolgung von Frauen als "Asoziale" im Nationalsozialismus. Mandelbaum-Verlag, Wien 2019.
- Birgitt Haller und Helga Amesberger: Opfer von Partnergewalt in Kontakt mit Polizei und Justiz. Schriftenreihe der Weißer Ring Forschungsgesellschaft, Band 9, Studien-Verlag, Innsbruck 2019.
- Hendrik Wagenaar, Helga Amesberger and Sietske Altink: Designing prostitution policy. Intention and reality in regulating the sex trade. Policy Press, Bristol 2017.
- Helga Amesberger: Sexarbeit in Österreich. Ein Politikfeld zwischen Pragmatismus, Moralisierung und Resistenz. New Academic Press, Wien 2014. ISBN 978-3-7003-1878-1
- Helga Amesberger und Brigitte Halbmayr: Das Privileg der Unsichtbarkeit. Rassismus unter dem Blickwinkel von Weißsein und Dominanzkultur. Braumüller, Wien 2008 (= Studienreihe Konfliktforschung, Bd. 22), ISBN 978-3-7003-1673-2.
- Helga Amesberger und Kerstin Lercher: Lebendiges Gedächtnis. Die Geschichte der österreichischen Lagergemeinschaft Ravensbrück. Mandelbaum-Verlag, Wien 2008, ISBN 978-3-85476-254-6.
- Helga Amesberger, Katrin Auer und Brigitte Halbmayr: Sexualisierte Gewalt. Weibliche Erfahrungen in NS-Konzentrationslagern. 3. Auflage, Mandelbaum-Verlag, Wien 2007, ISBN 978-3-85476-219-5.
- Helga Amesberger: Vergessen und unter den Teppich gekehrt – Frauen im Widerstand. In: Sabine Aschauer-Smolik/Alexander Neunherz (Hrsg.): Dagegenhalten. Zivilcourage und widerständisches Verhalten. Studien-Verlag, Innsbruck 2006, ISBN 3-7065-4183-1, S. 51–74.
- Helga Amesberger und Brigitte Halbmayr (Hg.): Rechtsextreme Parteien – eine mögliche Heimat für Frauen? Leske und Budrich, Opladen 2002, ISBN 3-8100-3366-9. (Aufsatzsammlung, Beiträge teilweise dt., teilw. engl.)
- Helga Amesberger und Brigitte Halbmayr: Vom Leben und Überleben – Wege nach Ravensbrück. Das Frauenkonzentrationslager in der Erinnerung. Verlag Promedia, Wien 2001 (= Edition Spuren); Band 1: Dokumentation und Analyse, ISBN 3-85371-175-8; Band 2: Lebensgeschichten, ISBN 3-85371-176-6.
- Helga Amesberger und Brigitte Halbmayr: Rassismen. Ausgewählte Analysen afrikanisch-amerikanischer Wissenschafterinnen. Braumüller, Wien 1998 (= Studienreihe Konfliktforschung, Bd. 12), ISBN 3-7003-1239-3.
- Helga Amesberger und Brigitte Halbmayr: „Schindlers Liste“. Spielfilme als Instrument politischer Bildung an österreichischen Schulen. Braumüller, Wien 1995 (= Studienreihe Konfliktforschung, Bd. 9), ISBN 3-7003-1107-9.